# Liste der Biografien/Martin, P
Liste der Biografien |
Portal Biografien |
P Personensuche
# |
A |
B |
C |
D |
E |
F |
G |
H |
I |
J |
K |
L |
M |
N |
O |
P |
Q |
R |
S |
T |
U |
V |
W |
X |
Y |
Z |
?
 
Ma |
Mb |
Mc |
Md |
Me |
Mf |
Mg |
Mh |
Mi |
Mj |
Mk |
Ml |
Mm |
Mn |
Mo |
Mp |
Mq |
Mr |
Ms |
Mt |
Mu |
Mv |
Mw |
Mx |
My |
Mz
 
Maa |
Mab |
Mac |
Mad |
Mae |
Maf |
Mag |
Mah |
Mai |
Maj |
Mak |
Mal |
Mam |
Man |
Mao |
Map |
Maq |
Mar |
Mas |
Mat |
Mau |
Mav |
Maw |
Max |
May |
Maz
 
Mara |
Marb |
Marc |
Mard |
Mare |
Marf |
Marg |
Marh |
Mari |
Marj |
Mark |
Marl |
Marm |
Marn |
Maro |
Marp |
Marq |
Marr |
Mars |
Mart |
Maru |
Marv |
Marw |
Marx |
Mary |
Marz
 
Marta |
Marte |
Marth |
Marti |
Martj |
Martl |
Martm |
Martn |
Marto |
Martr |
Marts |
Martt |
Martu |
Martw |
Marty |
Martz
 
Martia |
Martic |
Martie |
Martig |
Martik |
Martil |
Martim |
Martin |
Martir |
Martis |
Martit |
Martiu |
Martiv
 
Martin, A |
Martin, B |
Martin, C |
Martin, D |
Martin, E |
Martin, F |
Martin, G |
Martin, H |
Martin, I |
Martin, J |
Martin, K |
Martin, L |
Martin, M |
Martin, N |
Martin, O |
Martin, P |
Martin, Q |
Martin, R |
Martin, S |
Martin, T |
Martin, U |
Martin, V |
Martin, W |
Martin, Z |
Martina |
Martinb |
Martinc |
Martind |
Martine |
Marting |
Martinh |
Martini |
Martinj |
Martink |
Martino |
Martinp |
Martins |
Martinu |
Martiny |
Martinz
Die Liste der Biografien führt alle Personen auf, die in der deutschsprachigen Wikipedia einen Artikel haben. Dieses ist eine Teilliste mit 41 Einträgen von Personen, deren Namen mit den Buchstaben „Martin, P“ beginnt.

## Martin, P

### Martin, Pa
- Martin, Pamela, US-amerikanische Filmeditorin
- Martin, Pamela Sue (* 1953), US-amerikanische Schauspielerin
- Martin, Paolo (* 1943), italienischer Designer
- Martin, Patrice (* 1956), beninischer Boxer
- Martin, Patrick (1923–1987), US-amerikanischer Bobfahrer
- Martin, Patrick M. (1924–1968), US-amerikanischer Politiker
- Martin, Patrick Steve (* 1986), deutscher Skater
- Martin, Paul, deutscher Bobsportler
- Martin, Paul (1859–1913), deutscher Politiker
- Martin, Paul (1861–1937), deutscher Veterinärmediziner
- Martin, Paul (1864–1944), englischer Fotograf
- Martin, Paul (1883–1945), deutscher Eishockeyspieler
- Martin, Paul (1899–1967), ungarischer Filmregisseur und Drehbuchautor
- Martin, Paul (1901–1987), Schweizer Leichtathlet
- Martin, Paul (* 1927), deutscher Jazz- und Unterhaltungsmusiker (Tenorsaxophon, Violine, Gitarre)
- Martin, Paul (* 1938), kanadischer Politiker, PremierministerPaul Martin (* 1938)

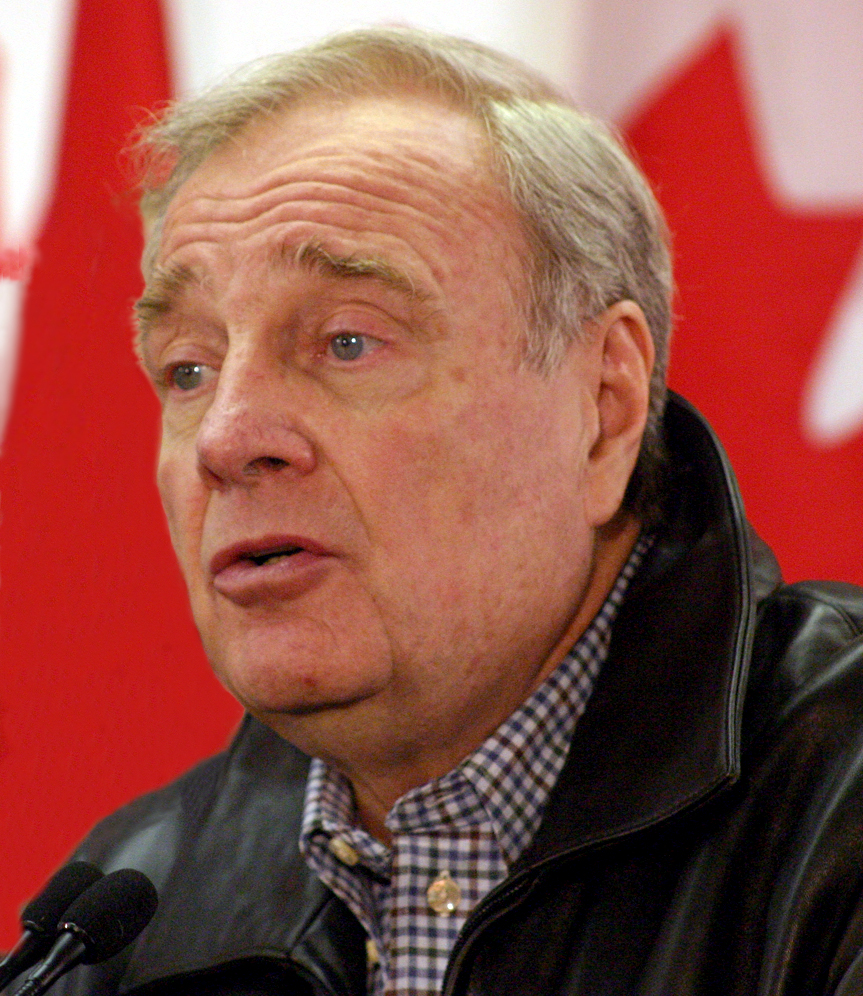
Paul Martin (* 1938)

- Martin, Paul (* 1958), österreichischer Schriftsteller
- Martin, Paul (* 1967), schottischer Politiker
- Martin, Paul (* 1967), neuseeländischer Ordensgeistlicher, römisch-katholischer Erzbischof von Wellington
- Martin, Paul (* 1981), US-amerikanischer Eishockeyspieler
- Martin, Paul C. (1931–2016), US-amerikanischer Physiker
- Martin, Paul C. (1939–2020), deutscher Diplom-Volkswirt, Wirtschaftsjournalist und Buchautor
- Martin, Paul Joseph James (1903–1992), kanadischer Politiker und Botschafter
- Martin, Paul S. (1928–2010), US-amerikanischer Paläontologe
- Martin, Paul-Edmond (1883–1969), Schweizer Historiker
- Martin, Paul-René (1929–2002), Schweizer Politiker (FDP)
- Martin, Pauline (1861–1951), französische Nonne im Orden der Unbeschuhten Karmelitinnen
- Martin, Pauline (* 2002), belgische Volleyballspielerin

### Martin, Pe
- Martin, Peter (1888–1970), deutscher Politiker (NSDAP), MdR und Mitglied der SS
- Martin, Peter (* 1968), deutscher Fußballtorhüter
- Martin, Petr (* 1989), tschechischer Squashspieler

### Martin, Ph
- Martin, Philipp (* 1984), deutscher Jazz- und Popmusiker
- Martin, Philippe (* 1953), französischer Politiker (PS), Mitglied der Nationalversammlung
- Martin, Philippe (* 1955), belgischer Autorennfahrer

### Martin, Pi
- Martin, Pia Maria (* 1974), deutsche Filmkünstlerin
- Martin, Pierre, Pseudonym eines deutschen Schriftstellers
- Martin, Pierre (1752–1820), französischer Admiral
- Martin, Pierre Edmond (* 1783), französischer Maler und Restaurator
- Martin, Pierre-Émile (1824–1915), französischer Hüttentechniker
- Martin, Pit (1943–2008), kanadischer Eishockeyspieler

### Martin, Pr
- Martin, Priska von (1912–1982), deutsche Bildhauerin und Zeichnerin